# 古茂田守介
古茂田 守介（こもだ もりすけ、1918年〈大正7年〉1月5日 - 1960年〈昭和35年〉7月21日）は、昭和期の洋画家。新制作派協会物故会員。愛媛県道後村（現：松山市）出身。
人物画、静物画を得意分野とした。黄土色や暗褐色、くすんだ緑色等を主調として、色彩より形を重視し、均整のとれた構図の人物や静物を描いた。その色彩から、彫刻的な量感や実在感が作品に強く表れ、特別個性のある画風であった。戦後の日本美術で抽象表現主義の流行するなか、自身の信念を貫いて具象絵画を追究し続けた。

## 経歴
愛媛県道後村大字祝谷にて、元町会議員の父・文平の三男として生まれる。兄2人、姉1人、弟2人の6人兄弟。生まれながらにして喘息をかかえており、生涯闘病することとなる。
私立北予中学校卒業後、洋画家を目指していた兄・公雄に誘われて上京し、1937年、中央大学法科（夜間部）に入学。公雄から紹介された猪熊弦一郎に師事し、猪熊が開設した田園調布純粋美術研究室に通い始めた。猪熊が渡欧した後は、脇田和、内田巌らに師事した。
1939年に大学を中退し、大蔵省に勤務。1940年、第5回新制作派協会展に『裸婦』が初入選。1941年、造形版画協会賞受賞。同年からは外務書記生として北京大使館に勤務し、日本以外の絵も描いていたが、喘息が悪化したため1943年に帰国する。帰国後は月光荘研究所でデッサンに励んだ。また、この年に翌年結婚する同じく洋画家の涌井美津子と知り合う。
戦後の1946年に妻・美津子の勧めで大蔵省を退官。画業に専念し、この年に初の個展を開催。第10回新制作派協会展に『踊り子』『臥せる女』を出品し、新制作派協会新作作家賞を受賞する。また、この年、のちに銅版画家として活躍する長女・杏子が誕生。以後も作品を送り続け、1950年に新制作派協会の会員となった。画業に専念してからは書籍のカットや表紙装幀の仕事で生計を立て、日本アンデパンダン展、現代日本美術展などに意欲的に出品を続ける。1957年には駒井哲郎、高橋秀と知り合い、駒井の教えで銅版画制作も始めた。1958年には、第2回安井賞候補新人展に『はにわ（馬の頭）』『黒い魚』を出品。
しかし、晩年は病に苦しみ、1954年頃には結核を併発し、アトリエにベッドを持ち込んで制作を続けていた。1959年には、のちに日本アカデミー賞優秀録音賞を獲得する録音技師となる長男・耕吉が誕生するが、翌1960年には喘息の影響で肋骨を骨折するなど体調の悪化が著しく、同年7月21日、喘息の発作のため、東京都目黒区の自宅のアトリエで死去。42歳という早世であった。
没後は火災により作品の多くが焼失。妻の美津子は結婚後、「一家に二人の絵描きはいらない」といった理由で筆を置き、病弱な守介を支えていたが、守介の没後しばらくしてから芸術活動を再開。1990年から守介作品修復への助言や顕彰を行っていた。
没後も目黒区美術館などでしばしば守介の絵画展は開かれており、守介の生誕100年となる2018年には3月から4月に「古茂田守介生誕100年記念 守介｜美津子｜杏子 3人展」（日本橋・不忍画廊）、「生誕100年記念 古茂田守介展」（京橋・ギャラリー川船）、4月から8月に「久万美コレクション展1 生誕100年記念 デッサンの虫 古茂田守介」（久万高原町立久万美術館）、10月から12月に「生誕100年 古茂田守介―イキル、カク」（愛媛県美術館）が開かれた。

## 家族・親族
- 父：古茂田文平 - 町会議員
- 妻：古茂田美津子（旧姓：涌井） - 洋画家
- 兄：古茂田公雄 - 洋画家
- 義妹：野邊武子（旧姓：涌井） - バレエダンサー
- 長女：古茂田杏子 - 銅版画家
- 長男：古茂田耕吉 - 録音技師
- 甥：古茂田不二 - 写真家
- 孫娘：小山朝子 - 介護ジャーナリスト